# Effingham (Nou Hampshire)
Effingham és una població dels Estats Units a l'estat de Nou Hampshire. Segons el cens del 2000 tenia 1.273 habitants.

## Demografia
Segons el cens del 2000, Effingham tenia 1.273 habitants, 490 habitatges, i 336 famílies. La densitat de població era de 12,7 habitants per km².
Dels 490 habitatges en un 29% hi vivien nens de menys de 18 anys, en un 53,5% hi vivien parelles casades, en un 10,6% dones solteres, i en un 31,4% no eren unitats familiars. En el 23,3% dels habitatges hi vivien persones soles el 7,6% de les quals corresponia a persones de 65 anys o més que vivien soles. El nombre mitjà de persones vivint en cada habitatge era de 2,43 i el nombre mitjà de persones que vivien en cada família era de 2,88.
Per edats la població es repartia de la següent manera: un 26% tenia menys de 18 anys, un 6,6% entre 18 i 24, un 29,2% entre 25 i 44, un 25,6% de 45 a 60 i un 12,6% 65 anys o més.
L'edat mediana era de 38 anys. Per cada 100 dones de 18 o més anys hi havia 106,1 homes.
La renda mediana per habitatge era de 36.000$ i la renda mediana per família de 38.000$. Els homes tenien una renda mediana de 29.650$ mentre que les dones 22.188$. La renda per capita de la població era de 17.089$. Entorn del 8,1% de les famílies i el 15,3% de la població estaven per davall del llindar de pobresa.